# Southworth House (Cleveland)

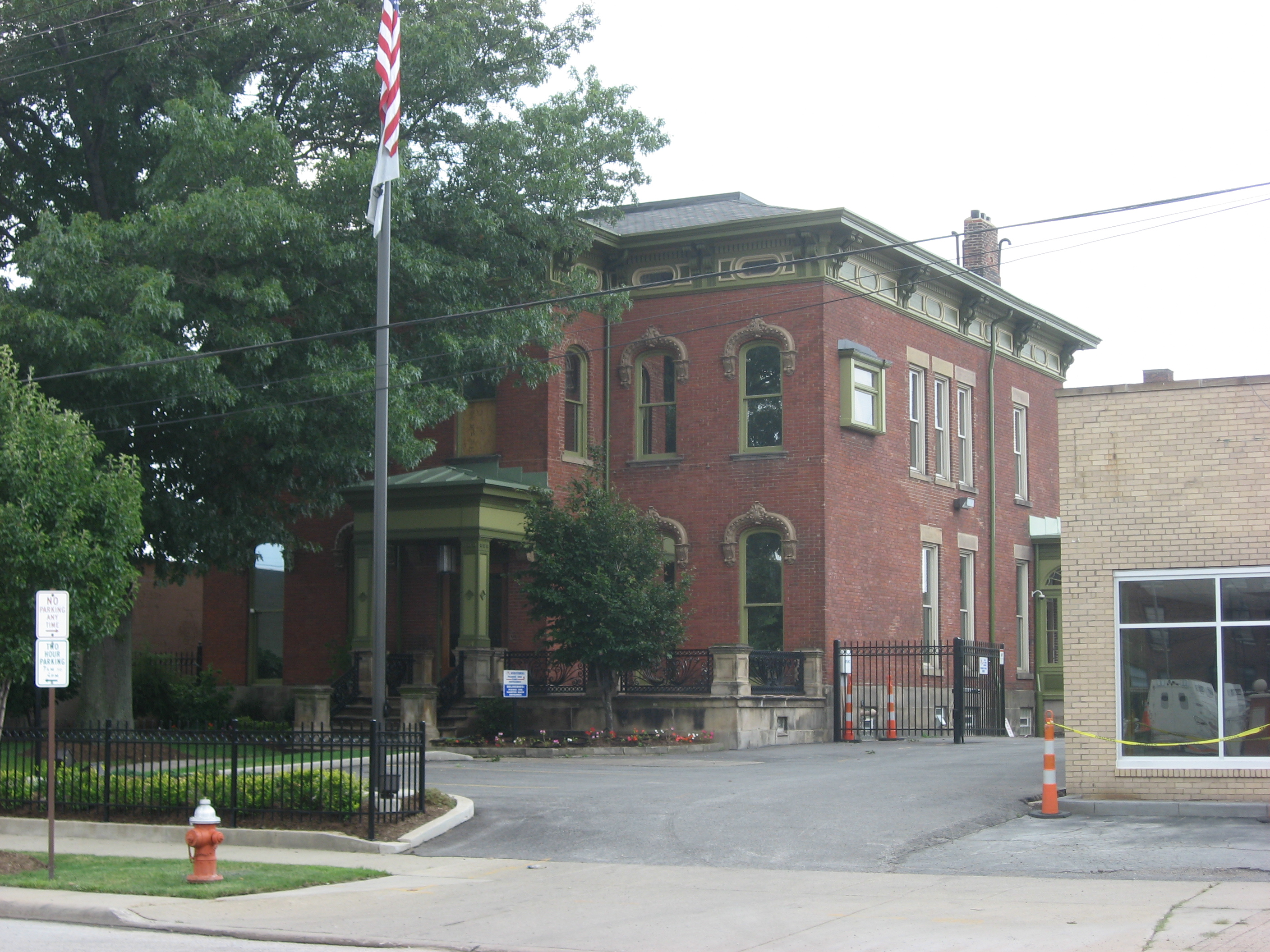
Straßenansicht des Southworth Houses

Das Southworth House ist ein Wohnhaus im neoklassizistischen und italienisch anmutenden Stil in Cleveland, Ohio in den Vereinigten Staaten, das 1879 erbaut wurde. Es wurde nach seinem ersten Eigentümer benannt, W. P. Southworth, der zu den führenden Einwohnern Clevelands am Ende des 19. Jahrhunderts gehörte. Im Laufe der Zeit wurde es zu unterschiedlichen kommerziellen Zwecken genutzt. Es wurde am 1. November 1984 im National Register of Historic Places gelistet.

## Bauwerk
Das  Haus wurde 1879 von William Palmer Southworth erbaut, einem Geschäftsmann aus Cleveland, der in den 1850er Jahren einen Lebensmittelladen gründete.  Er und seine Frau waren prominente Mitglieder der Gesellschaft Clevelands; weil seine Frau führend in der Bewegung für die Erreichung des Frauenwahlrechts war, war sein Laden am  Public Square im Zentrum interessant genug, dass seine Zerstörung durch einen Brand 1882 in The New York Times auf der Titelseite berichtet wurde.
Das Haus ist auf einem Fundament aus Stein gebaut und unterkellert. Die Wände sind aus Backsteinen gemauert. Der Name des Architekten ist nicht bekannt. Die drei Stockwerke waren ursprünglich in neunzehn Räume geteilt, und 1904 ließ Southworth einen Fahrstuhl einbauen. Dieser ist noch heute vorhanden.

## Nach Southworth
Im August 1906 gründete eine Gruppe von Clevelander Baptisten eine Organisation, um ein Altersheim für ältere Baptisten aufzubauen, das Baptist Home of Northern Ohio. Zehn Monate später verkaufte Southworth sein Haus an die Organisation, die finanziell durch den Industrialist und Philanthrop John D. Rockefeller unterstützt wurde, der selbst Baptist war. Mit der Hilfe durch die örtlichen Kirchen konnte das Heim am 16. Oktober 1907 eröffnet werden. Nach den Angaben des United States Census 1910 lebten Ende 1910 vierzehn Bewohner in dem Haus, das zu diesem Zeitpunkt einen Wert von 15.000 US-Dollar hatte. Das ehemalige Wohnhaus Southworths war nicht lange ein Wohnheim für Alte, es wurde 1919 an eine andere Stelle umgesiedelt und im selben Jahr wurde das Haus verkauft. Von da an wurde es zu unterschiedlichen Zwecken genutzt. Während der 1950er und 1960er Jahren hatten Unternehmen Büros in dem Haus, das in dieser Periode als "Edelmar Building" und "Accountants Building" bekannt war. 1973 wurde das Southworth House durch Pi Sigma Tau Alpha genutzt, eine Fraternity an der nahegelegenen Cleveland State University; später diente es als Korporationshaus für das örtliche Chapter von Delta Sigma Phi. Seit dieser Zeit wechselte der Eigentümer mehrfach. 1997 wurde es von einem Krankenpflegeunternehmen gekauft. 1997 wurde das Haus durch ein Unternehmen gekauft, das in der Gesundheitsfürsorge tätig war. Nachdem der Eigentümer des Unternehmens 2005 wegen Betruges inhaftiert wurde, wurde das Haus bei der Versteigerung durch ein Unternehmen erworben, das auf die Erhaltung historischer Bausubstanz spezialisiert ist; diese verkaufte das Haus anschließend weiter. Anfang 2009 beherbergte das Southworth House Büroräume verschiedener Organisationen.

## Erhaltung
Das Southworth House ist sowohl auf nationaler als auch auf örtlicher Ebene als Landmarke anerkannt. Gemeinsam mit einigen anderen Gebäuden entlang der Prospect Avenue wurde es am 1. November 1984 als Teil der "Upper Prospect Multiple Resource Area" dem National Register of Historic Places hinzugefügt. Das Haus ist bedeutend durch seine Kombination von Neoklassizismus und Italianate-Stil und durch die Verbindung mit Southworth. Seitdem das Haus 1984 in das Nationalregister eingetragen wurde, steht es im Fokus der Denkmalschutzbemühungen. Der Stadtrat von Cleveland hat Ende 1996 rund 250.000 US-Dollar zur Verfügung gestellt, um die Renovierungsbemühungen zu unterstützen. Das Unternehmen, das das Gebäude 2005 erworben hatte, ließ es im Inneren und auch die Außenfassaden renovieren, bevor der Weiterverkauf an der jetzigen Besitzer erfolgte.